# 강훈식
강훈식(姜勳植, 1973년 10월 24일~)은 대한민국의 정치인으로, 제20·21·22대 국회의원이자 21대 대통령비서실장이다.

## 생애
충청남도 아산에서 출생했다. 건국대학교 경영정보학과를 졸업했고, 대학시절 총학생회장을 역임했다. 1999년 총학생회장 당시 교육개혁법 개정 반대 운동을 펼쳤다.
2000년 국회의원 낙선운동 기획에 참여했다. 이후 '2030 유권자 네트워크'를 통해 '정정당당'이라는 인터넷 정당을 만드는 일에 참여했다. 2002년 대선 때에는 대학내 부재자 투표소 설치에 나섰다.
2012년 제19대 국회의원 선거에서 아산 지역 출마를 선언했지만, 경선에서 탈락했다. 이후 뉴욕주립대 객원연구원과 동국대 언론대학원 겸임교수를 지냈다. 재직시절 MBC100분토론, YTN, 연합뉴스, 채널A 등 여러 방송국에서 출연 제의를 받아 1년 여간 400여회 이상 방송에 출연하였다.
2016년 제20대 국회의원 선거에서 더불어민주당 아산시 을 후보로 공천되었고, 47.6%의 지지율을 얻으며 국회의원에 당선됐다.
2017년 더불어민주당 대선 후보 경선과정에서 안희정 캠프의 공동대변인을 역임하다가 경선 후 문재인 더불어민주당 대선 후보의 대변인으로 활동했다. 5월 16일 우원식 원내대표에 의해 더불어민주당 원내대변인으로 선임되었다.
2018년 제3차 더불어민주당 정기전국대위원대회에 사회자로 나섰다. 9월 이해찬 당대표 체제의 전략기획위원장으로 선임되었다. 더불어민주당의 싱크탱크인 민주정책연구원에서 부원장을 맡았다. 전반기에 이어 하반기에도 국회 국토교통위원회 위원이다. 주택임대차보호법 개정안, 공동주택관리법 개정안, 건설산업기본법 개정안 등의 법안을 대표발의했다.
2019년 10월에는 '도로교통법 일부개정법률안'과 '특정범죄 가중처벌 등에 관한 일부법률개정안'을 발의했다.
2020년 더불어민주당 수석대변인을 6개월간 맡았고, 8월에 민주당 충남도당위원장에 추대됐다.
2025년 6월 4일, 이재명 대통령이 그를 이재명 정부의 첫 대통령비서실장에 내정했다. 이에 따라 국회의원직을 사퇴하고 탈당했다. 6월 5일, 이재명 대통령의 첫 전자결재로 임명되었다.

## 학력
- 대전흥룡국민학교 졸업
- 대전가양중학교 졸업
- 명석고등학교 졸업
- 건국대학교 경영학 학사

## 경력
- 1999: 건국대학교 총학생회 회장
- 신훈패션 대표이사
- 의당장학재단 이사장
- 2008~2011: 민주당 충청남도당 아산시 지역위원회 위원장
- 민주당 부대변인
- 민주당 정책위원회 부의장
- 미국 뉴욕주립대학교 객원연구원
- 동국대학교 언론정보대학원 신문방송학과 겸임교수
- 2015년 4월~2015년 12월: 새정치민주연합 전략홍보부본부장
- 2015년 12월~2017년 4월: 더불어민주당 전략홍보부본부장
- 2016년 4월 13일: 대한민국 제20대 국회의원 선거 당선(충남 아산시 을, 더불어민주당, 초선)
- 2016년 5월~2025년 6월: 더불어민주당 충청남도당 아산시 을 지역위원회 위원장
- 2017년 5월~2018년 5월: 더불어민주당 원내대변인
- 2018년 9월~2019년 5월: 민주연구원 부원장
- 2018년 9월~2019년 5월: 더불어민주당 전략기획위원장
- 2019년 11월~2020년 4월: 제21대 국회의원 선거 더불어민주당 총선기획단 위원(대변인)
- 2020년 2월~2020년 8월: 더불어민주당 수석대변인
- 2020년 4월 15일: 대한민국 제21대 국회의원 선거 당선(충남 아산시 을, 더불어민주당, 재선)
- 2020년 8월~2022년 7월: 더불어민주당 충청남도당 위원장
- 2021년 5월~2022년 3월: 더불어민주당 정책위원회 선임부의장
- 2021년 6월~2021년 10월: 제20대 대통령 선거 더불어민주당 대선경선기획단 공동기획단장
- 2021년 11월~2022년 3월: 더불어민주당 전략기획위원장
- 2022년 3월~2022년 9월: 더불어민주당 정책위원회 제3정책조정위원장
- 2022년 9월~2023년 11월: 더불어민주당 정책위원회 제6정책조정위원장
- 2023년 11월~2024년 5월: 더불어민주당 정책위원회 제7정책조정위원장
- 2024년 4월 10일: 대한민국 제22대 국회의원 선거 당선(충남 아산시 을, 더불어민주당, 3선)
- 2025년 6월~: 대통령비서실장

### 의정 활동
- 2016년 5월 30일~2020년 5월 29일: 제20대 국회의원(충남 아산시 을, 더불어민주당, 초선)
  - 2016년 6월~2018년 5월: 제20대 국회 전반기 국토교통위원회 위원
  - 2017년 6월~2018년 5월: 제20대 국회 전반기 운영위원회 위원
  - 2017년 12월~2018년 5월: 제20대 국회 미세먼지 대책 특별위원회 위원
  - 2018년 7월~2020년 5월: 제20대 국회 후반기 국토교통위원회 위원
  - 2018년 9월~2018년 10월: 제20대 국회 헌법재판관(김기영·이영진·이종석) 선출에 관한 인사청문특별위원회 위원
  - 2018년 10월~2019년 6월: 제20대 국회 4차산업혁명 특별위원회 위원
  - 2019년 8월~2020년 5월: 제20대 국회 후반기 예산결산특별위원회 위원
- 2020년 5월 30일~2024년 5월 29일: 제21대 국회의원(충남 아산시 을, 더불어민주당, 재선)
  - 2020년 6월~2021년 6월: 제21대 국회 전반기 산업통상자원중소벤처기업위원회 위원
  - 2020년 8월~2021년 5월: 제21대 국회 전반기 산업통상자원중소벤처기업위원회 중소벤처기업소위원회 위원장
  - 2021년 6월~2022년 5월: 제21대 국회 전반기 산업통상자원중소벤처기업위원회 간사
  - 2022년 7월~2023년 6월: 제21대 국회 후반기 보건복지위원회 간사
  - 2023년 6월~2024년 5월: 제21대 국회 후반기 정무위원회 위원
  - 2023년 7월~2024년 5월: 제21대 국회 후반기 예산결산특별위원회 간사
- 2024년 5월 30일~2025년 6월 4일: 제22대 국회의원(충남 아산시 을, 더불어민주당, 3선)
  - 2024년 6월~2025년 6월: 제22대 국회 전반기 정무위원회 위원

## 전과
- 도로교통법위반(무면허운전): 벌금 1,000,000원 - 2003년 12월 10일 선고[4]
- 교통사고처리특례법위반: 벌금 1,500,000원 - 2011년 8월 4일 선고[4]

## 논란

### 공직선거법 위반
2016년 4월 11일 충청남도선거관리위원회는 강훈식을 대전지방검찰청 천안지청에 고발했다. 2016년 10월 5일 대전지방검찰청 천안지청은 강훈식을 공직선거법위반(허위사실유포) 혐의로 불구속 기소했다. 강훈식은 총선 당시 책자형 선거공보와 토론회 등에서 외자유치 보좌관 역할을 맡지 않았음에도 “보좌관 시절, 14조 원의 외자기업을 유치했다”고 거짓으로 공표한 혐의와 전 경기도지사 혁신분권 보좌관을 1년 11개월을 지냈음에도 마치 4년간 근무한 것처럼 허위로 경력을 속여 공표한 혐의를 받았다.
2017년 1월 6일 검찰은 강훈식에게 벌금 500만원을 구형했으나, 2017년 2월 8일 오후 2시 3호 법정에서 대전지방법원 천안지원 제1형사부(재판장 윤도근)는 강훈식에게 벌금 80만원을 선고했다. 재판부는 강훈식이 총선 당시 선거물에 공표한 문구는 객관적 사실에 부합하지 않지만, 경기도지사 보좌관 재임시 부지사 주재의 투자유치 최고위급 간부회의에 배석하고 이것이 본인 업무에 반영되어 외자유치와 일자리 창출에도 간접적으로 도움이 되었다고 판단하며 허위의 정도가 중하다고 보기 어렵다고 밝혔다.
이에 검찰은 양형 부당으로 항소하였으나, 2017년 7월 3일 대전고등법원 형사8부(전지원 부장판사)는 검찰이 제기한 항소를 기각해 원심 판결인 벌금 80만원 형을 유지했다.

### 국정감사중 모바일 게임
국정감사 도중 모바일게임을 하는 장면이 언론사 카메라에 포착되어 논란이 되었다. 국민의힘 황규한 부대변인은 구두논평을 내고 “민주당이 이번 국감에 임하는 자세를 여실히 드러냈다"며 비난하였다. 이에 강훈식 의원은 “반성하고 자숙하겠다”며 사과했다.

## 역대 선거 결과
|  | 13.75% |

|  | 47.62% |

|  | 59.71% |

|  | 60.35% |

## 소속 정당
| 소속 정당 | 소속 정당      | 소속 기간 | 비고      |
| --------- | -------------- | --------- | --------- |
|           | 통합민주당     | 2008      | 정계 입문 |
|           | 민주당         | 2008~2011 | 당명 변경 |
|           | 민주통합당     | 2011~2013 | 합당      |
|           | 민주당         | 2013~2014 | 당명 변경 |
|           | 새정치민주연합 | 2014~2015 | 합당      |
|           | 더불어민주당   | 2015~2025 | 당명 변경 |
|           | 무소속         | 2025~현재 | 탈당      |

## 같이 보기
- 아산시 을
- 아산시의 국회의원